# Prima Divisione Sardegna 1942-1943
La Prima Divisione fu il massimo campionato regionale di calcio disputato in Italia nella stagione 1942-1943.
La Prima Divisione fu organizzata e gestita dai Direttori Regionali di Zona.
Per ordine militare questo torneo fu disconnesso dal campionato italiano di calcio.
Il campionato giocato nella regione Sardegna fu organizzato e gestito dal Direttorio XVIII Zona (Sardegna).

## Girone unico

### Squadre partecipanti
| Squadra          | Città (provincia) | Stagione 1941-1942 |
| ---------------- | ----------------- | ------------------ |
| A.S.C.A.         | Alghero (SS)      |                    |
| U.S. Cagliari    | Cagliari          |                    |
| Dop.Az. Carbonia | Carbonia (CA)     |                    |
| G.U.F. Sassari   | Sassari           |                    |
| G.S. Medusa      | Bosa (NU)         |                    |
| G.S. Monteponi   | Iglesias (CA)     |                    |
| G.I.L. Olbia     | Olbia (SS)        |                    |
| S.P. Tharros     | Oristano (CA)     |                    |
| S.E.F. Torres    | Sassari           |                    |
| A.S. Valderoa    | Villacidro (CA)   |                    |

### Classifica finale
|  | Pos. | Squadra      | Pt | G | V | N | P | GF | GS | DR |
|  | ---- | ------------ | -- | - | - | - | - | -- | -- | -- |
|  | 1.   | Valderoa     | 5  | 3 | 2 | 1 | 0 |    |    |    |
|  | 2.   | Medusa       | 3  | 2 | 1 | 1 | 0 | .  | .  |    |
|  | 3.   | Torres       | 3  | 2 | 1 | 1 | 0 | 3  | 1  | +2 |
|  | 3.   | G.I.L. Olbia | 3  | 4 | 1 | 1 | 2 | 6  | 4  | +2 |
|  | 3.   | Cagliari     | 3  | 4 | 1 | 1 | 2 | .  | .  |    |
|  | 6.   | A.S.C.A.     | 1  | 3 | 0 | 1 | 2 |    |    |    |

Legenda:

      Campione sardo di Prima Divisione 1942-1943.
Note:

Due punti a vittoria, uno a pareggio, zero a sconfitta.
Pari merito in caso di pari punti.

## Verdetti finali
- Quattro squadre iscritte, Carbonia, G.U.F. Sassari, Monteponi e Tharros, si ritirarono prima della stesura del calendario.
- Il campionato fu sospeso dal Direttorio di Zona dopo la quarta giornata di andata.
- L'ultima giornata fu giocata il 21 febbraio 1943, con la partita G.I.L. Olbia-Cagliari terminata 2-0. In seguito, a causa degli eventi bellici, il campionato fu sospeso definitivamente.